# JazzTimes
JazzTimes – amerykański magazyn muzyczny w pełni poświęcony jazzowi. Został stworzony w 1970 roku przez Ira Sabina jako publikacja w formie newsletteru, zwana Radio Free Jazz. W 1980 roku nazwa zmieniona została na Jazz Times. Obecnie magazyn często określany jest jako najważniejsza jazzowa publikacja.